# بی‌لی
بی‌لی (به لاتین: Bəyli) یک منطقه مسکونی در جمهوری آذربایجان است که در شهرستان قبله واقع شده است.